# Mordkreuz von Stargard

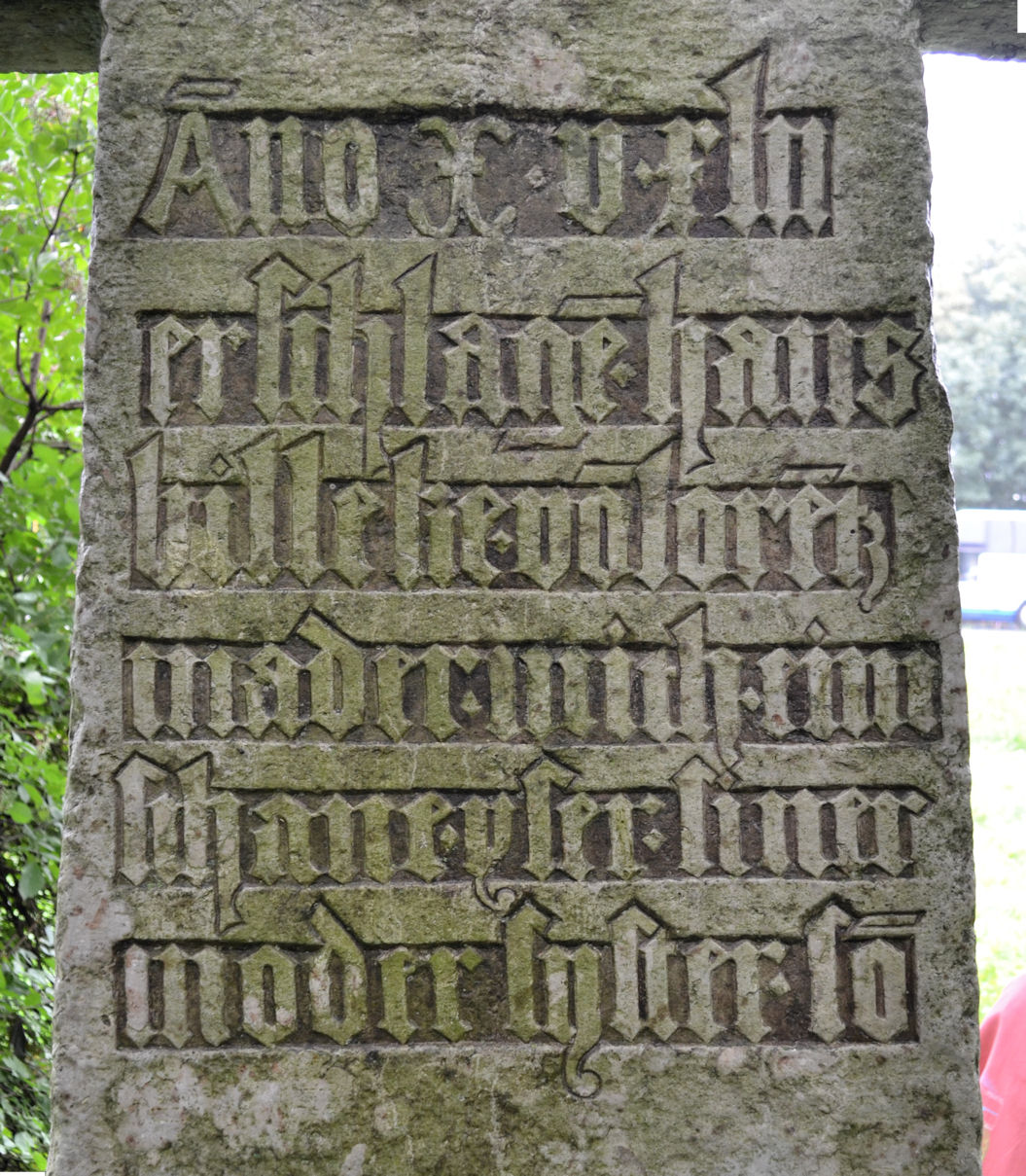
Inschrift Rückseite

Das Mordkreuz von Stargard ist ein steinernes Flurkreuz bei Stargard in Pommern in Polen. Es wurde 1542 für den Mord an Hans Billeke errichtet. Das Kreuz ist mit einer Höhe von 3,77 Meter das größte erhaltene Mord- bzw. Sühnekreuz in Europa.
Auf der Vorderseite sind eine Christusdarstellung und eine Inschrift eingraviert. Auf der Rückseite gibt es eine weitere Inschrift
A[n]no x.v.lii.erschlage[n].hans.billeke.vo[n]lore[n]tz.mader.mith.eim.schane.yser.siner.moder.syster.so[n].